# Joomla!
Joomla! je bezplatný open source CMS pro účely publikování informací na internetu. Je napsána v jazyce PHP a využívá databázi MySQL.
Joomla! podporuje caching, indexaci stránek, RSS, tisknutelné verze stránek, zobrazování novinek, blogy, diskusní fóra, hlasování, kalendář, vyhledávání v rámci webserveru, lokalizace a vícejazyčné verze.
Název joomla je anglický fonetický přepis svahilského slova jumla (vyslov džumla), které znamená „všichni dohromady“ nebo „v celku“. Tento název byl vybrán jako závazek vývojářského týmu a komunity k tomuto projektu. První verze projektu Joomla! (Joomla! 1.0.0) byla vydána 16. září, 2005. Tato verze byla identická s produktem Mambo 4.5.2.3, byly pouze opraveny některé bezpečnostní chyby.
Kde řádí Joomla!
Joomla! je licencována pod GNU General Public License.

## Číslování
Číslování Joomly: major.minor.maintenance
- Major verze: obvykle se jedná o velkou změnu v porovnání s předchozí verzí, třeba při změně architektury nebo API.
- Minor verze: obvykle přidává novou funkčnost při zachování stejného datového modelu a velkou míru kompatibility
- Maintenance: opravuje objevené chyby nebo bezpečnostní problémy, nesmí přinášet novou funkčnost

## Vývojový cyklus
Vývojový cyklus byl dříve nastaven tak, aby nová verze vyšla co 6 měsíců. Jedná se o vytvoření 2 verzí s proměnlivou dobou podpory. Máme tak verze se Standard Term Support a Long Term Support. 
Standard Term Support (STS) Jedná se vlastně o všechny vydané verze a jejich doba podpory je jen asi 6 měsíců od vydání. Podpora končí měsíc po vydání následné verze.
Long Term Support (LTS) Touto podporou se může pyšnit každá třetí vydaná major či minor verze. Podpora je ukončena 3 měsíce po vydání další LTS verze.
Dnes už STS a LTS verze neexistují. V současné době je hlavní verzí Joomla 5.

## Ukončení služby JoomlaCode
30.01.2015 na Joomla! Developer Network bylo vydáno oznámení o ukončení projektu JoomlaCode z důvodu příchozího upozornění na podezření o provedení hacku této služby od Google Webmaster Tools, které dorazilo k vývojému týmu prostřenictvím e-mailu. Více informací je možné přečíst z oficiálního prohlášení na Joomla! Developer Network nebo v českém překladu dostupném na stránkách firmy WebSite21.

## Historie verzí
|                                                                                      | Verze  | Datum vydání      | Podporováno, až do              |
| ------------------------------------------------------------------------------------ | ------ | ----------------- | ------------------------------- |
| 1.x                                                                                  | 1.0    | 17. září 2005     | 22. července 2009               |
| 1.x                                                                                  | 1.5    | 21. ledna 2008    | 30. září 2012, LTS (angličtina) |
| 1.x                                                                                  | 1.6    | 10. ledna 2011    | 19. srpna 2011                  |
| 1.x                                                                                  | 1.7    | 19. července 2011 | 24. února 2012                  |
| 2.x                                                                                  | 2.5    | 24. ledna 2012    | 31. prosince 2014, LTS          |
| 3.x                                                                                  | 3.0    | 27. září 2012     | 31. května 2013                 |
| 3.x                                                                                  | 3.1    | 23. dubna 2013    | 31. prosince 2013               |
| 3.x                                                                                  | 3.2    | 6. listopadu 2013 | 20. října 2014                  |
| 3.x                                                                                  | 3.3    | 20. dubna 2014    | 25. února 2015                  |
| 3.x                                                                                  | 3.4    | 25. února 2015    | 21. března 2016                 |
| 3.x                                                                                  | 3.5    | 21. března 2016   | 12. července 2016               |
| 3.x                                                                                  | 3.6    | 12. července 2016 | 25. dubna 2017                  |
| 3.x                                                                                  | 3.7    | 25. dubna 2017    | 19. září 2017                   |
| 3.x                                                                                  | 3.8    | 19. září 2017     | 30. října 2018                  |
| 3.x                                                                                  | 3.9    | 30. října 2018    | 16. srpna 2021                  |
| 3.x                                                                                  | 3.10.x | 16. srpna 2021    | 17. srpna 2023, LTS             |
| 4.x                                                                                  | 4.0    | 17. srpna 2021    | 15. února 2022                  |
| 4.x                                                                                  | 4.1    | 15. února 2022    | 16. srpna 2022                  |
| 4.x                                                                                  | 4.2    | 16. srpna 2022    | 18. dubna 2023                  |
| 4.x                                                                                  | 5.2.3  | 7 leden 2025      | 18. dubna 2023                  |
| 4.x                                                                                  | 6.0    | 19 červenec 2024  | N/A                             |
| Vydání již není podporováno Vydání nadále podporováno Nejnovější verze Budoucí verze |        |                   |                                 |